# Copolimero

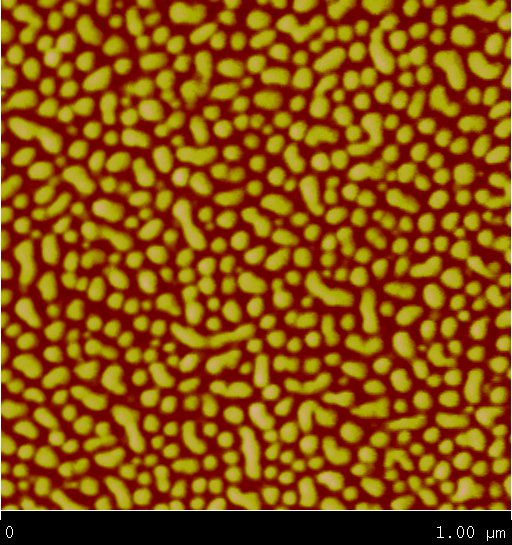
Superficie in copolimero a blocchi (Septon 4055) al microscopio

Il termine copolimero indica tutte quelle macromolecole la cui catena polimerica contiene unità ripetitive (piccole molecole reagenti) di due o più specie differenti.
Talvolta il termine copolimero viene utilizzato in senso più stretto per indicare i polimeri ottenuti a partire da monomeri di due specie differenti (sebbene il termine più appropriato in questo caso sia bipolimero), mentre il termine terpolimero viene utilizzato per indicare polimeri ottenuti a partire da monomeri di tre specie differenti e il termine quaterpolimero nel caso di quattro specie differenti.
Quando invece un polimero è costituito dall'unione di monomeri di un solo tipo, viene detto omopolimero.

## Classificazione dei copolimeri
Una prima classificazione dei copolimeri si può effettuare in base alla disposizione dei diversi monomeri all'interno della catena polimerica. Se ipotizziamo di avere un bipolimero formato da due diversi monomeri (che chiameremo A e B) si possono presentare i seguenti casi:
- copolimero alternato: quando due monomeri sono disposti in modo alternato nella catena polimerica[2];

- copolimero statistico o random: i due monomeri sono presenti nella catena senza un ordine preciso[2];

- copolimero a blocchi: in un copolimero a blocchi, tutti i monomeri di un tipo e quelli dell'altro sono raggruppati in due blocchi distinti ma uniti ad un estremo. Un copolimero a blocchi può essere pensato come due omopolimeri uniti alle estremità terminali[2]:

Un copolimero a blocchi molto diffuso è la gomma SBR. Viene utilizzata per le suole delle scarpe e anche per i battistrada degli pneumatici.
- copolimero innestato o graft: si presenta se catene di polimero costituito da monomero di tipo B sono innestate ad una catena di monomero di tipo A[2];

Un copolimero innestato è il polistirene anti-urto la cui sigla è HIPS: High Impact Polystyrene. Su una catena principale di polistirene sono innestate catene di polibutadiene.  Il polistirene conferisce resistenza al materiale, la gomma polibutadienica ne aumenta la resilienza e ne riduce la fragilità.

### Esempi di bipolimeri
- Copolimero SAN
- Gomma SBR
- Gomma nitrilica
- Etilene vinil acetato

### Esempi di terpolimeri
- Acrilonitrile butadiene stirene
- EPDM